# Палеоазиатски езици
Палеоазиатски езици (от гръцката дума palaios, стар) е събирателно наименование в лингвистиката, с което се означава нееднородна група езици от далечните части на Сибир. Общото между тях е, че са предшественици на по-разпространените днес тунгусо-манджурски или тюркски езици. Напоследък и тези езици се изместват от руския език.
Палеоазиатските езици се делят на 4 езикови семейства и изолирани езици, между които няма доказани връзки.
- Чукотко-камчатското семейство включва езика на чукчите и близките до него коряк, алутор, керек, както и езикът ителмен (камчадалски). Езиците чукчи, коряк и алутор са разпространени в най-източните части на Сибир. Езиците керек и ителмен, които се говорят на полуостров Камчатка, са пред изчезване.

- Юкагирското семейство включва два взаимно неразбираеми езика, разпространени по долното течение на р. Колима и Индигирка. Юкагирското семейство понякога се причислява към уралските езици.

- Кетският език по всяка вероятност е последният оцелял език от незивестно езиково семейство. Разпространен е по средното течение на р. Енисей и нейните притоци. Правени са опити да бъде причислен към китайско-тибетските и севернокавказките езици, както и към изолирания бурушаски език в Пакистан.

- Езикът нивх е разпространен по долното течение на р. Амур и на о. Сахалин.

- Езикът айну също се причислява към палеоазиатските езици, макар че не се говори в Сибир. Някога е бил разпространен в южната част на о. Сахалин, а днес предимно на Курилските острови и на о. Хокайдо сред народа айну.

Понякога японският и корейският също се причисляват към тази група. Всякакви опити да бъдат открити прилики с останалите палеоазиатски езици обаче са неуспешни.
Друга теория твърди, че палеоазиатските езици са сродни с езиците на-дене и ескимоско-алеутските езици в Северна Америка (Канада и Аляска). Тя се основава на предположенията, че някои северноамерикански племена са се преселили от Сибир в Аляска през последния ледников период, когато двата континента са били свързани по суша.